# Ilisia armillaris
Ilisia armillaris là một loài ruồi trong họ Limoniidae. Chúng phân bố ở miền Tân bắc.